# Set and setting
Set & setting – nastawienie psychiczne, okoliczności oraz otoczenie podczas doświadczenia psychodelicznego. Set w tym przypadku oznacza stan psychiczny, nastrój, myśli i oczekiwania, setting to zestaw bodźców dostarczanych przez otoczenie – pochodzących zarówno od ludzi, jak i miejsca.